# Buitinga mulanje
Buitinga mulanje là một loài nhện trong họ Pholcidae. Loài này được phát hiện ở Malawi.